# جنت (آلبوم)
جنت یا جنت. (انگلیسی: Janet) پنجمین آلبوم استودیویی جنت جکسون، خوانندۀ آمریکایی است که در ۱۸ می ۱۹۹۳ توسط ویرجین رکوردز آمریکا منتشر شد.